# Јесење цвеће
„Цвеће у јесен” (словен. Cvetje v jeseni) је југословенски и словеначки филм први пут приказан 21. јуна 1973. године. Режирао га је Матјаж Клопчич а сценарио су написали Матија Мејак и Иван Тавчар.

## Улоге
| Глумац          | Улога             |
| --------------- | ----------------- |
| Милена Зупанчић | Мета              |
| Полде Бибич     | Јанез             |
| Берт Сотлар     | Бостјан Пресечник |
| Стефка Дролц    | Барба             |
| Душа Почкај     | Луча Шкалар       |
| Даре Улага      | Данијел           |
| Ива Зупанчич    | Лиза              |
| Јоже Зупан      | Симен             |
| Иванка Мезан    | Маруса            |
| Макс Бајц       | Млачан            |
| Ангелца Хлебце  | Госпа Хелена      |
| Андреј Курент   | Бон               |